# Gahinga
Le Gahinga, également appelé Mgahinga, est un volcan situé sur la frontière entre le Rwanda et l'Ouganda,.

## Géographie
Le Gahinga est situé en Afrique de l'est, dans l'extrême Sud-Ouest de l'Ouganda, dans le Nord-Ouest du Rwanda, à cheval sur la frontière séparant le Rwanda qui couvre son flanc sud et l'Ouganda qui couvre son flanc nord et son sommet, dans le centre de la branche occidentale de la vallée du Grand Rift, dans l'Est des montagnes des Virunga,. Il est entouré par le lac Mutanda et la ville de Kisoro au nord, le lac Bunyonyi au nord-est, le Muhavura à l'est, les lacs Burera et Ruhondo au sud-ouest, la ville de Ruhengeri au sud et les monts Karisimbi, Visoke et Mikeno au sud-ouest.
Culminant à 3 474 mètres d'altitude, le Gahinga a la forme d'une montagne conique aux pentes régulières et prononcées et reliée à l'est au cône du Muhavura culminant à 4 127 mètres d'altitude. Les deux sommets sont formés de laves basanitiques et trachyandésitiques.
Le volcan est inclus dans le parc national des Volcans au Rwanda et dans le parc national des gorilles de Mgahinga en Ouganda.

## Histoire
La date de la dernière éruption du Muhavura est inconnue.